# Singular extensions
Singular extensions (deutsch „vereinzelte Erweiterungen“, auch One Reply Extensions oder Singular Reply Extensions) wird im Computerschach eine spezielle Programmiertechnik genannt, bei der erzwungene (forcierte) Züge deutlich tiefer untersucht werden, als es durch die übliche Rechentiefe vorgegeben ist.

## Geschichte
Auslöser dieser innovativen Idee war eine Computerschachpartie, die 1986 auf der 7. nordamerikanischen Computerschach-Meisterschaft (NACCC) stattfand. Ausgerichtet von der Association for Computing Machinery (ACM) fand sie in Dallas statt. In einer wichtigen Partie, die darüber entschied, wer hinter dem Turniersieger Belle den zweiten Platz belegen würde, trafen die beiden Schachprogramme Bebe und Lachex aufeinander. Es entstand eine Stellung, in der es für beide Seiten eine Folge von forcierten Zügen gab, also solche, bei denen es jeweils nur eine einzige „vernünftige“ Antwort gibt. Jedes der beiden Programme rechnete aber nur „stur“ bis zu seiner vorgegebenen Suchtiefe. Durch den „Horizonteffekt“ blieb so beiden lange verborgen, wer mit Gewinn aus der Zugfolge hervorgehen würde. Dies änderte sich erst, als das Ende der erzwungenen Züge plötzlich vor den Suchhorizont rückte und beide erkannten, dass Bebe nun auf Verlust stand.
In einer Diskussion von Computerschachprogrammierern, unter anderem mit Feng-hsiung Hsu und Tony Scherzer, formulierte Scherzer unter dem Eindruck dieses Ereignisses die entscheidende Idee, nämlich unter bewusster Missachtung der voreingestellten Suchtiefe solche vereinzelte Zugfolgen viel tiefer und stets bis zum Ende der Zwangszüge zu analysieren. So entstanden die Singular Extensions, die sich als bahnbrechende Innovation im Computerschach herausstellten und einen wesentlichen Beitrag zur Spielstärke heutiger Programme darstellen.